# 島津久亮
島津 久亮（しまづ ひさすけ）は、薩摩国薩摩藩家老宮之城島津家第9代。

## 家系
宮之城島津家家は、島津忠良の三男尚久に始まり、代々の当主の通称が「図書」で、忠長以降、薩摩国宮之城を領した。

## 略歴
享保21年（1736年）薩摩藩前藩主島津吉貴の子として生まれる。母は郷田兼近の娘お幾。藩主重年、重豪に家老として仕えた。
元文元年（1736年）宮之城島津久倫の養子となる。寛保2年（1742年）2月、前藩主吉貴の加冠で元服し「図書」と名乗る。9月に藩主で実兄の継豊に拝謁して、宮之城島津家を相続したお礼を言上した。
宝暦3年（1753年）藩主重年に、将軍徳川家重への謝恩使を命じられて、江戸に下向した。宝暦5年（1755年）家老に就任。
宝暦13年（1763年）9月26日、死去。享年29。家督は養父久倫の実子久濃が相続した。

## 人物
宗功寺墓所の墓石に久亮から十文字の家紋が使用されている。